# Fernando Bonjour
Fernando Bonjour (ur. 4 września 1985 roku) – argentyński piłkarz, występujący na pozycji obrońcy. Od 2011 roku gra w barwach urugwajskiego klubu Rentistas Montevideo.
Karierę zaczynał w Olimpo Bahía Blanca, skąd został wypożyczony do Racing Olavarría. W 2003 roku wrócił do Olimpo Bahía Blanca. W 2005 roku został zawodnikiem urugwajskiego Rentistas Montevideo. W 2006 roku został zawodnikiem Lecha Poznań, będąc sprowadzonym na podstawie kaset wideo, ale nie zagrał tam ani jednego meczu. Następnie wrócił do Urugwaju, w którym to kraju gra z przerwą w 2008 roku (występy w Universidad César Vallejo Trujillo) do dziś. Od 2011 roku reprezentuje klub Rampla Juniors.
Ma za sobą występy w Copa Libertadores.